# Nil de Rossano
Nil de Rossano o Nil el Jove, en italià Nilo i batejat com a Nicola (Rossano, Calàbria, 910 - Túsculum, 26 de setembre de 1004) va ser un monjo basilià italià, eremita i abat, fundador de l'abadia de Grottaferrata. És venerat com a sant per l'Església Catòlica i l'Ortodoxa, i és sant patró de Rossano. La seva festivitat és el 26 de setembre.
Va néixer al si de la família grega dels Malena, de Rossano, al tema romà d'Orient de Calàbria, i batejat com a Nicolau. Estudià a l'escola monàstica de Rossano i fou un bon cal·lígraf i himnògraf. Fou casat o aparellat durant un temps i va tenir una filla. Va tenir una crisi espiritual i va deixar la seva família, dotant-la perquè no tingués problemes, i va fer-se monjo de l'orde dels basilians, fent els vots al monestir de San Nazario (avui a San Mauro La Bruca, Província de Salern) cap al 940. Es retirà llavors a fer vida eremítica a l'eparquia del Mercúrion (probablement al territori de Viggianello, entre la Lucània i Calàbria). S'hi dedicà a la vida contemplativa i la caritat, i a copiar còdexs que havia recollit. Cercant encara més solitud, va retirar-se a una cova propera, on hi havia un altar dedicat a Sant Miquel arcàngel.
Uns vint anys més tard, comença l'activitat com a monjo i propagador de l'orde dels basilians a Itàlia. Funda un monestir a San Demetrio Corone, sobre les ruïnes d'una capelleta dedicada als sants Adrià i Natàlia de Nicomèdia, prop d'Acri (Calàbria). Durant uns vint-i-cinc anys hi viu, posant les bases d'un orde monàstic grec que pogués aconseguir la reunificació de les esglésies d'Occident i d'Orient. Basili II i Romà II, emperadors romans d'Orient, li demanaren que anés a Constantinoble, d'on volien nomenar-lo patriarca, però mai arribà a anar-hi. De nou al seu país, hi intercedí en favor d'alguns rebels i, davant de la comunitat jueva, en favor d'un jove cristià que havia mort un jueu. Li fou ofert el càrrec d'arquebisbe, però el refusà. Una incursió sarraïna va destruir el monestir de San Demetrio Corone, que seria restaurat en 982 pel monjo Vidal Cristòfor.
Es va fer famós per la seva vida ascètica, les virtuts i el seu coneixement teològic. Cap al 980 va marxar a Càpua; les autoritats demanaren als benedictins de Monte Cassino que cedissin un monestir a Nil perquè hi establís una comunitat i li donaren el monestir de Sant Miquel de Valleluce, proper a Monte Cassino, on visqué entre 981 i 996. En 996 la comunitat es traslladà a Serperi, prop de Gaeta. S'oposà a l'antipapa Filogat de Piacenza, que va derrocar Gregori V (996-999), i quan aquest va derrotar Filogat i el va torturar i mutilar, Nil va anar a Roma en 998 i va retreure al papa i l'emperador Otó III aquest comportament, tornant després a Serperi.
En 1004 va partir per visitar un cenobi i emmalaltí prop de l'antic Túsculum, al Laci. En somnis, va veure la Mare de Déu que li deia que aquell seria el lloc on s'establirien els seus monjos. Hi fundà l'abadia de Grottaferrata, prop de Frascati (Laci), en unes terres donades pel comte de Tusculum, Gregori, que donà origen a l'Orde Basilià Italià de Grottaferrata. Nil morí abans que el monestir fos construït, però aviat s'hi traslladaren prop de seixanta monjos. Morí a Sant'Agata de Túsculum el setembre de 1004.